# Rafael Griera i Plans
Rafael Griera i Plans   (Sabadell, 1908 - Barcelona, 1981)
Rafael Griera i Plans fou un industrial i mecenes català.

## Biografia
Fill de l'industrial Pau Griera i Cruz (1875-1950) i d'Antònia Plans i Colomer, estudià al Col·legi del Collell i després s'instal·là a Barcelona, on es va casar amb Roser Roig i Carreras de qui va tenir un fill i dues filles: Jordi, Núria i Roser.

### Activitats filantròpiques

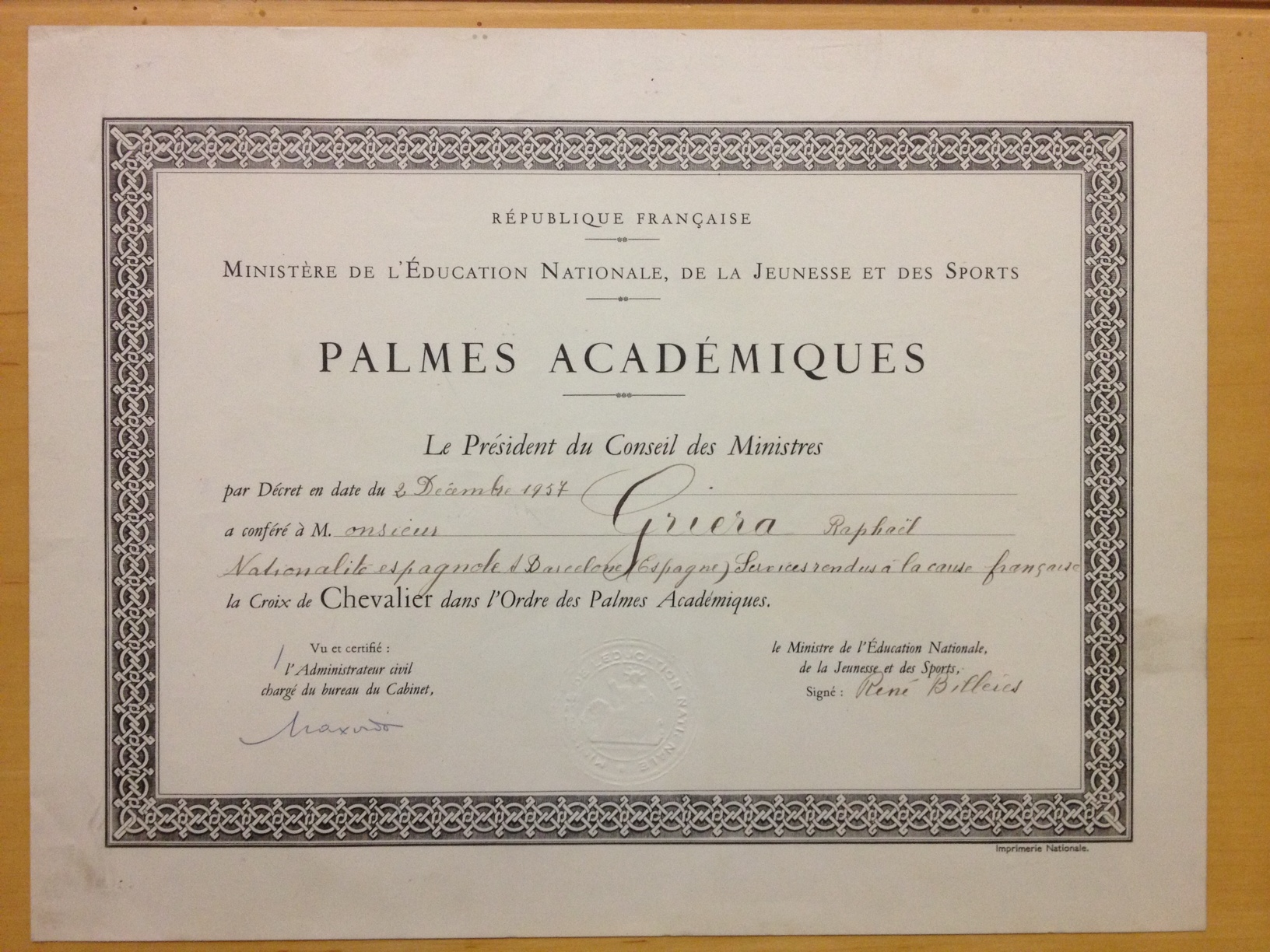
Diploma de l'Orde de les Palmes acadèmiques de R. Griera

Impulsor i molts anys president del London Club de Barcelona, club social on també s'aprenia la llengua anglesa. El 1942 va salvar un gran nombre de jueus que arribaven des de França fugint de la persecució dels nazis. Els feia membres del club i els cercava allotjament entre els altres membres| Va poder superar les sovintejades inspeccions de la SS, l'organització de securitat nazi, que actuava amb la connivència del règim franquista, gràcies a la seva amistat amb Correa Veglison, governador civil. Acabada la guerra mundial, el President del govern de França, Félix Gaillard d'Aimé, antic combatent de la Resistència Francesa i avalador del retorn del General De Gaulle el va proposar per la Legió d'Honor, que Rafael Griera va rebutjar per ser una condecoració militar. Aleshores el van distingir amb el títol de Cavaller de l'Orde de les Palmes Acadèmiques.
Promotor de l'Obra del Diccionari català-valencià-balear, d'Alcover i Moll. Va tenir un paper decisiu perquè la societat catalana donés suport econòmic a aquella iniciativa mallorquina, tal com ho reconeix la introducció al primer volum de l'esmentada obra, literalment: «Entre els qui més d'hora respongueren a la meva crida i es convertiren en protectors insignes de l'obra, he de citar el professor Joan Mascaró, mallorquí resident a Cambridge, i l'industrial Rafel Griera i Plans, de Barcelona. Els he d'anomenar amb especial gratitud perquè, a més d'esser els primers, d'ells dos prové indirectament tota l'organització de la propaganda intel·ligent i entusiasta que es formà a Barcelona, repercutí a totes les regions i determinà l'afluència de subscriptors que havia de fer possible la continuació i l'acabament de l'obra.»
Erudit de la llengua sànscrit i íntim amic d'en Joan Mascaró i Fornés, de qui en va finançar la publicació d'algunes obres. L'autor mallorquí li va dedicar el seu llibre Lamps of Fire.